# ERTMS Users Group
Die ERTMS Users Group ist eine Vereinigung europäischer Eisenbahninfrastrukturunternehmen, um Wissen und Erfahrungen zum European Rail Traffic Management System (ERTMS) zu teilen. Ihr ursprüngliches Ziel war es, ERTMS gemeinsam zu entwickeln und zur Praxisreife zu bringen.
Im August 1995 schlossen sich die deutschen, französischen und italienischen Bahnen zur ERTMS Users Group zusammen, um gemeinsam Pilotanlagen zu realisieren. Es handelte sich um bestehende Streckenabschnitte, wie Berlin-Jüterbog–Halle/Leipzig (Verkehrsprojekt Deutsche Einheit Nr. 8), eine TGV-Strecke, eine Vorortslinie bei Paris sowie eine Vorortlinie bei Florenz. Diese Strecken wurden vorerst nur zu Versuchszwecken mit ETCS-Fahrzeugen befahren. Die italienische Pilotstrecke (ERTMS Level 2) wurde Ende März 2001 im Rahmen einer internationalen Konferenz einem größeren Besucherkreis vorgeführt.
Die Streckenabschnitte Jüterbog–Halle/Leipzig (ERTMS Level 2) wurden am 5. Dezember 2005 für den kommerziellen Passagierbetrieb freigegeben.
Ende 2006 gehörten, neben den drei Gründungsmitgliedern, vier weitere europäische Eisenbahn-Infrastrukturbetreiber an (ProRail, Network Rail, Adif und Banverket).
Die ERTMS Users Group ist nicht mit der UNISIG zu verwechseln, in der sich die Hersteller zusammengeschlossen haben und nicht die Bahnbetreiber.

## Mitglieder
Mittlerweile gehören mehrere nationale Eisenbahninfrastrukturunternehmen oder -behörden der ERTMS Users Group an:
- Infrabel (Belgien)
- DB InfraGO (Deutschland)
- Banedanmark (Dänemark)
- SNCF Réseau (Frankreich)
- Fintraffic (Finnland)
- Network Rail (Großbritannien)
- Ferrovie dello Stato (Italien)
- ProRail (Niederlande)
- Bane NOR (Norwegen)
- Trafikverket (Schweden)
- Schweizerische Bundesbahnen (Schweiz)
- Administrador de Infraestructuras Ferroviarias (Spanien)
- Správa železnic (Tschechien)